# Natriumastatide
Natriumastatide is een anorganische chemische verbinding van natrium en astaat met de formule {\displaystyle {\ce {NaAt}}}.

## Synthese
Natriumastatide is verkregen door bismut als doel van α-straling te gebruiken, waardoor het omgezet werd in astaat. Het astaat is vervolgens uit het bismul/astaat-mengsel gedestilleerd en opgelost in een natriumbicarbonaat-oplossing. De in eerste instantie gevormde {\displaystyle {\ce {At^{+}}}} en {\displaystyle {\ce {At^{3+}}}}-ionen werden met ascorbinezuur gereduceerd tot astatide {\displaystyle {\ce {(At^{-})}}}.

## Toepassingen
Natriumastatide is voorgesteld als vervanger van het bij radiotherapie gebruikte jodium-131 ({\displaystyle {\ce {^{131}I}}}).